# Alexander Corro
Alexander Corro (Buenos Aires, Argentina, 27 de enero de 1988) es un futbolista argentino. Juega de volante y su primer equipo fue Atlanta. 

## Trayectoria
Debutó muy joven jugando en la sexta división del Atlanta y promovido al plantel profesional en el 2005 y luego pasando por los equipos Arsenal de Sarandi con el que participó en Copa Libertadores en el 2008 y el Deportivo Merlo, en el 2010 llegando a debutar en el extranjero, jugando por el Unión Magdalena de Colombia, que disputa la Primera B de ese país.
En el 2011 Corro se va a Chile, para fichar por el Cobreloa de la Primera División de Chile, siendo uno de los refuerzos que consiguió el equipo de Nelson Acosta, de cara al Torneo Apertura 2011.

## Clubes
| Club                  | País      | Año       |
| --------------------- | --------- | --------- |
| Atlanta               | Argentina | 2005-2007 |
| Arsenal de Sarandi    | Argentina | 2007-2009 |
| Deportivo Merlo       | Argentina | 2009      |
| Unión Magdalena       | Colombia  | 2010      |
| Cobreloa              | Chile     | 2011-2012 |
| Sarmiento de Junín    | Argentina | 2012-2013 |
| Deportes Quindío      | Colombia  | 2013      |
| El Tanque Sisley      | Uruguay   | 2014      |
| Deportivo Riestra     | Argentina | 2015-2016 |
| Libertad de Sunchales | Argentina | 2016-2017 |
| Cobresal              | Chile     | 2018      |
| Ñublense              | Chile     | 2019-2020 |
| Deportes Puerto Montt | Chile     | 2020-2021 |
| Club El Porvenir      | Argentina | 2021      |
| Club Villa Mitre      | Argentina | 2022      |
| Sacachispas           | Argentina | 2023-2024 |
| Argentino de Merlo    | Argentina | 2024      |